# Seeta Devi
Seeta Devi ou Sita Devi (née Renee Smith, 1912-1983) est une actrice des premières heures du cinéma muet indien.

## Carrière
Himanshu Rai arrive en Inde en mars 1925 dans le but de préparer la production de Prem Sanyas. Il éprouve des difficultés pour trouver une actrice à même de jouer le rôle de Gopâ et doit se résoudre à placer une annonce dans un journal anglophone de Calcutta. 3 000 candidates se présentent. Il choisit Renee Smith, une jeune fille anglo-indienne qui venait d'avoir 13 ans et qui finissait tout juste ses études. Son nom de scène sera Seeta Devi. Elle sera également des deux autres films de la trilogie muette d'Himanshu Rai : Shiraz en 1928 puis Prapancha Pash en 1929.
Mis à part Anarkali (1928) où elle retrouve une grande partie de l'équipe de Prem Sanyas, Seeta Devi ne joue que pour le studio Madan Theatres de Calcutta. Dans la plupart de ses films, elle partage l'affiche avec Patience Cooper et Durgadas Banerjee qui étaient les grandes vedettes du studio à l'époque.
Comme beaucoup d'autres actrices du cinéma muet, elle fait des essais de voix au tournant des années 1930. Mais Seeta Devi ne parle ni hindi ni bengali ce qui est peut-être la raison de la fin prématurée de sa carrière d'actrice.

## Controverses
La grande différence physique des actrices qui apparaissent sous le nom de «Seeta Devi» dans les films de la trilogie d'Himanshu Rai est à l'origine de l'idée que deux jeune femmes auraient joué sous le même nom.
Selon l'historien du cinéma Virchand Dharamsey, il s'agit de Renee Smith et de sa sœur Percy,,.

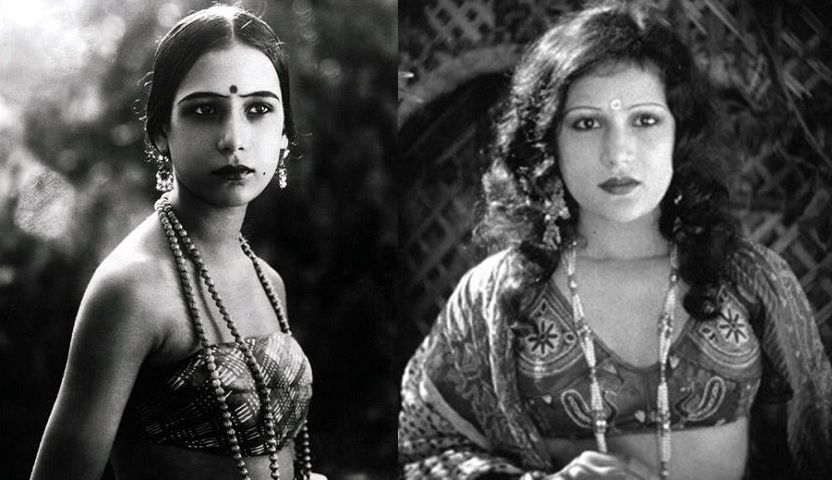
Seeta Devi dans Prem Sanyas (1925) et Prapancha Pash (1929)

La différence apparente d'âge est également troublante. C'est peut-être la raison qui fait qu'à la suite de Pran Nevile, un autre historien de cette période, l'année de naissance de Seeta Devi est souvent citée comme étant antérieure à 1912. Il est à noter qu'aucune source de qualité ne donne l'année de son décès.
Enfin, pour ajouter à la confusion, il semble qu'une autre actrice travaillait sous le nom de « Seeta Devi » dans le cinéma bengali de cette époque. Celle qu'on appelait « Sita Devi of Bengal » avait probablement commencé sa carrière pour Lotus Films en 1922.

## Filmographie

### Films réalisés parFranz Osten
- 1925 : Prem Sanyas (titres alt. Die Leuchte Asiens, The Light of Asia) de Franz Osten avec Himanshu Rai et Sarada Ukil
- 1928 : Shiraz (titre alt. Das Grabmal einer großen Liebe) de Franz Osten avec Himanshu Rai et Enakshi Rama Rao
- 1929 : Prapancha Pash (titres alt. Schicksalswürfel, A Throw of Dice) de Franz Osten avec Himanshu Rai et Charu Roy

### Film réalisé parCharu RoyetProfulla Roy
- 1928 : Anarkali (titres alt. Loves of a Moghul Prince, Rajmahal Ni Ramani) de Charu Roy et Prafulla Roy avec Charu Roy et Maya Devi

### Films du studioMadan Theaters
- 1927 : Durgesh Nandini de Priyanath Ganguly avec Patience Cooper et Durgadas Banerjee
- 1928 : Sarala (titre alt. Swarnalata) de Priyanath Ganguly et Amrital Bose avec Tarasundari et Durgadas Banerjee
- 1928 : Bhrantri (titre alt. Mistake) de Jyotish Banerjee avec Patience Cooper et Durgadas Bannerjee
- 1929 : Kapal Kundala de Priyanath Ganguly avec Patience Cooper et Durgadas Banerjee
- 1930 : Bharat Ramani (titre alt. The Enchantress of India) de Jyotish Banerjee avec Patience Cooper et Leelavati
- 1930 : Kal Parinaya (titre alt. Fatal Marriage) de Priyanath Ganguly avec Patience Cooper et Naresh Mitra

### Film du studio Young India Pictures
- 1931 : Kashmir Nu Gulab (titre alt. Fatal Marriage) de Nagendra Mazumdar avec Madhuri et P. Jairaj

### Film du studio Eastern Film Ltd.
- 1932 : Shikari de Naval Gandhi avec P. Jairaj (premier film parlant)

### Film du studio Playart Phototone
- 1933 : Raja Gopichand de B. M. Shukla avec Jaddan Bai